# کمیسیون دفاع ملی کره
کمیسیون دفاع ملی جمهوری دموکراتیک خلق کره (به هانگول: 조선민주주의인민공화국 국방위원회) از ۱۹۹۸ تا ۲۰۱۶ عالی‌ترین نهاد دولتی برای رهبری نظامی و دفاع ملی در کره شمالی بود. کمیسیون دفاع ملی در سال ۲۰۱۶ منحل و کمیسیون امور دولتی جایگزین آن شد.
کمیسیون دفاع ملی با عنوان کمیسیون دفاع ملی کمیته مرکزی خلق جمهوری دموکراتیک خلق کره شروع به کار کرد که در ۲۷ دسامبر ۱۹۷۲ توسط قانون اساسی ۱۹۷۲ به‌عنوان یکی از کمیسیون‌های زیر مجموعه کمیته مرکزی خلق تأسیس شده‌بود.
این کمیسیون در ۹ آوریل ۱۹۹۲ با اصلاح قانون اساسی ۱۹۷۲ از کمیته مرکزی خلق جدا شد و به کمیسیون دفاع ملی جمهوری دموکراتیک خلق کره تبدیل و به‌عنوان «مؤسسه رهبری عالی نظامی قدرت دولتی» تعیین شد.
کمیسیون دفاع ملی در اولین نشست دهمین جلسه مجمع عالی خلق از کمیته مرکزی خلق—که منحل و کابینه جایگزین شد—جدا شد و در ۵ سپتامبر ۱۹۹۸ با اصلاح قانون اساسی ۱۹۷۲ که منصب ریاست‌جمهوری را لغو و به بالاترین نهاد حکومتی در کره شمالی تبدیل شد.
کمیسیون دفاع ملی همچنان بالاترین نهاد رهبری در کره شمالی بود تا اینکه در ۲۹ ژوئن ۲۰۱۶ با اصلاح قانون اساسی ۱۹۷۲ کمیسیون دفاع ملی منحل و فقط در زمان جنگ تشکیل می‌شود. همچنین کمیسیون امور دولتی ایجاد شد که به‌عنوان عالی‌ترین نهاد رهبری جدید در این کشور شناخته می‌شود.